# Film, TV och radio i Umeå
Film, TV och radio har funnits i Umeå – i någon form – sedan tidigt 1900-tal. Film har varit högst närvarande i Umeå, från den tidiga etableringen av biografer till det senare 1990-talets populära filmstudior och internationella filmfestivaler – och på senare år även filmproduktion, främst dokumentärfilmer. Från TV- och radiohusen har det sedan 1960-talet producerats nyheter, barn- och konsumentprogram och underhållning.

## Historia

### Biografer
Filmens historia i Umeå började med entreprenören och filmentusiasten Bror Abelli, som 1908 flyttade från Hudiksvall till Umeå och började arrangera filmvisningar i Ordenshusets lokaler under namnet Umeå Nya Biograf. Hösten 1909 uppförde han biografen Thalia – döpt såväl efter musan som efter Umeås första teater, invigd 1853 – på Kungsgatan 58 i centrala Umeå. 
I februari 1910 filmades de första rörliga bilderna i Umeå, från travtävlingar, och filmen visas snart på Thalia. Från hösten 1910 visades även film från Barnens Dags-firandet, som Abelli stött såväl ekonomiskt som i rollen som "BD-pappa".
Abelli lät bygga om biografen Thalia som i januari 1911 fick nypremiär under namnet Röda Kvarn, med 180 sittplatser. År 1916 avvecklade han sina engagemang i Umeå och flyttade först till Sundsvall, där han öppnade en ny Röda Kvarn, och sedan till Stockholm. Till Bror Abellis minne är biografen på Västerbottens museum döpt till Bio Abelli.

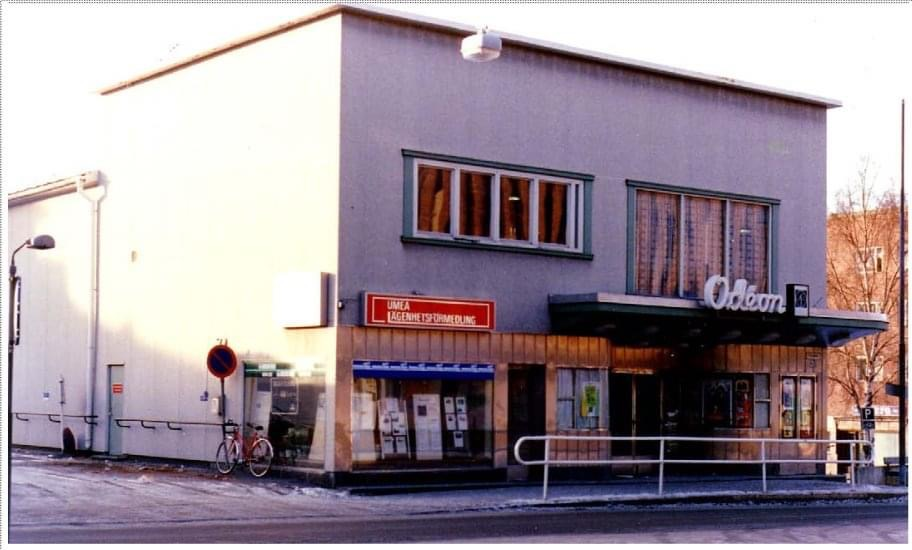
Odéonbiografen i Umeå, ritad av arkitekt Denis Sundberg, invigdes 1939 och revs 1991.

En tredje biograf, Metropol, hade invigts 1915, men lades ned efter bara ett år, och tomten, fastigheten och inventarierna köptes av Hugo Sjögren som inom kort startade Odéonbiografen. Där visades i januari 1933 den första ljudfilmen i Umeå. År 1939 invigdes den nya Odéonbiografen med 501 sittplatser. Ritad av arkitekt Denis Sundberg var den ett av Umeås tidigaste funkishus och bland de första byggnader som uppfördes i gjuten betong. Två år senare öppnade ännu en biograf, Uman, på Kungsgatan 54, som 1943 följdes av Royal, även den på Skolgatan.
År 1959 invigdes både biografen Spegeln på Storgatan, och Sagabiografen på Kungsgatan med 580 sittplatser, en 14 meter bred duk och stereoljud. Biografen drevs av Svenska Förenade Biograf AB till 1984, då SF köpte upp biografen. Under 1959 lades biografen Uman ned, och två år senare gick även Röda Kvarn i graven.
I augusti 1960 kopplade Vännäs-sändaren på och Umeå med omnejd kunde hädanefter se televisionen.
1975 lades biografen Royal ned och ersattes av den första multibiografen, Sandrews 1-2-3, som 1993 bytte namn till Royal innan den lades ned 2007.

### Alternativ film
I januari 1954 bildades Umeå Filmstudio i ABF:s regi, på initiativ av museimannen Per-Uno Ågren. Redan i slutet av första terminen var medlemsantalet 355 – en siffra som skulle stiga till 1 500 rekordterminen hösten 1979. År 1963 grundades Umeå Studenters Filmstudio, som visade 16 mm-film i sjuksköterskeskolans aula. 1969 slogs de båda filmstudiorna ihop under namnet Filmstudion i Umeå, för att bredda både utbud och publik.
De första åren hyrde filmstudion in sig på Odéonbiografen, som blev filmstudions huvudsalong fram till våren 1986, då rykten om biografens rivning (den revs 1991) medförde att lördagsvisningarna flyttades till Saga-biografen – även den belägen i centrala Umeå. Några flyttar senare lades filmstudion ner 2001.

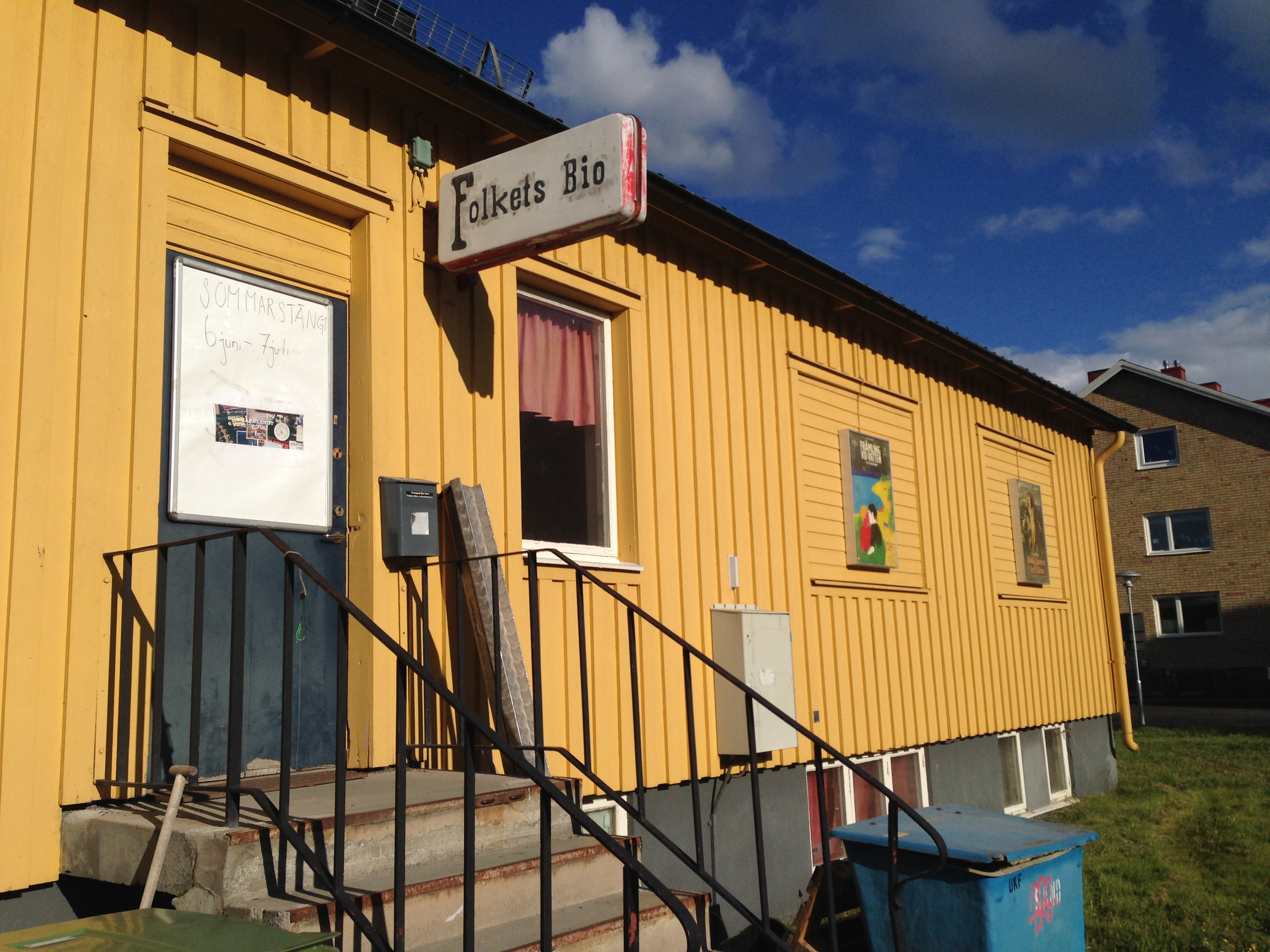
Folkets Bios första lokal, på Gärdesvägen.

År 1973 startade Folkets Bio verksamhet i Umeå, i en liten villa på Haga. 1975 grundades (under namnet Kod) kulturtidskriften Kris av filmstudiomedlemmarna och sedermera filmskaparna Stig Larsson och Åke Sandgren.
1979 grundades Filmstudio Röda Rummet som inledde visningar i en hörsal på Umeå universitet. Som mest, vid årsskiftet 1982/1983 hade man 900 medlemmar. Röda rummet lades ned 1989.
År 1985 lanserade journalisten Anders Sjögren begreppet "kalkonfilm" för svensk publik genom artiklar i studenttidningen Vertex, Aftonbladet och filmtidningen Chaplin.

### Filmfestivaler
Efter flera års förberedelser i samarbete mellan företrädare för Filmstudion, Folkets Bio och Röda rummet var det i september 1986 premiär i det då nybyggda Folkets hus för Umeå internationella filmfestival – som från första året var landets näst största filmfestival efter etablerade Göteborgs filmfestival. Efter en lugn start med 500 besökare första året växte festivalen snabbt och hade närmare 13 000 besökare år 1991. Hösten 2007 beslutade Umeå kommuns kulturnämnd att efter 22 år dra in sitt ekonomiska stöd till Umeå filmfestival på 750 000 kronor, vilket ledde till festivalens nedläggning.

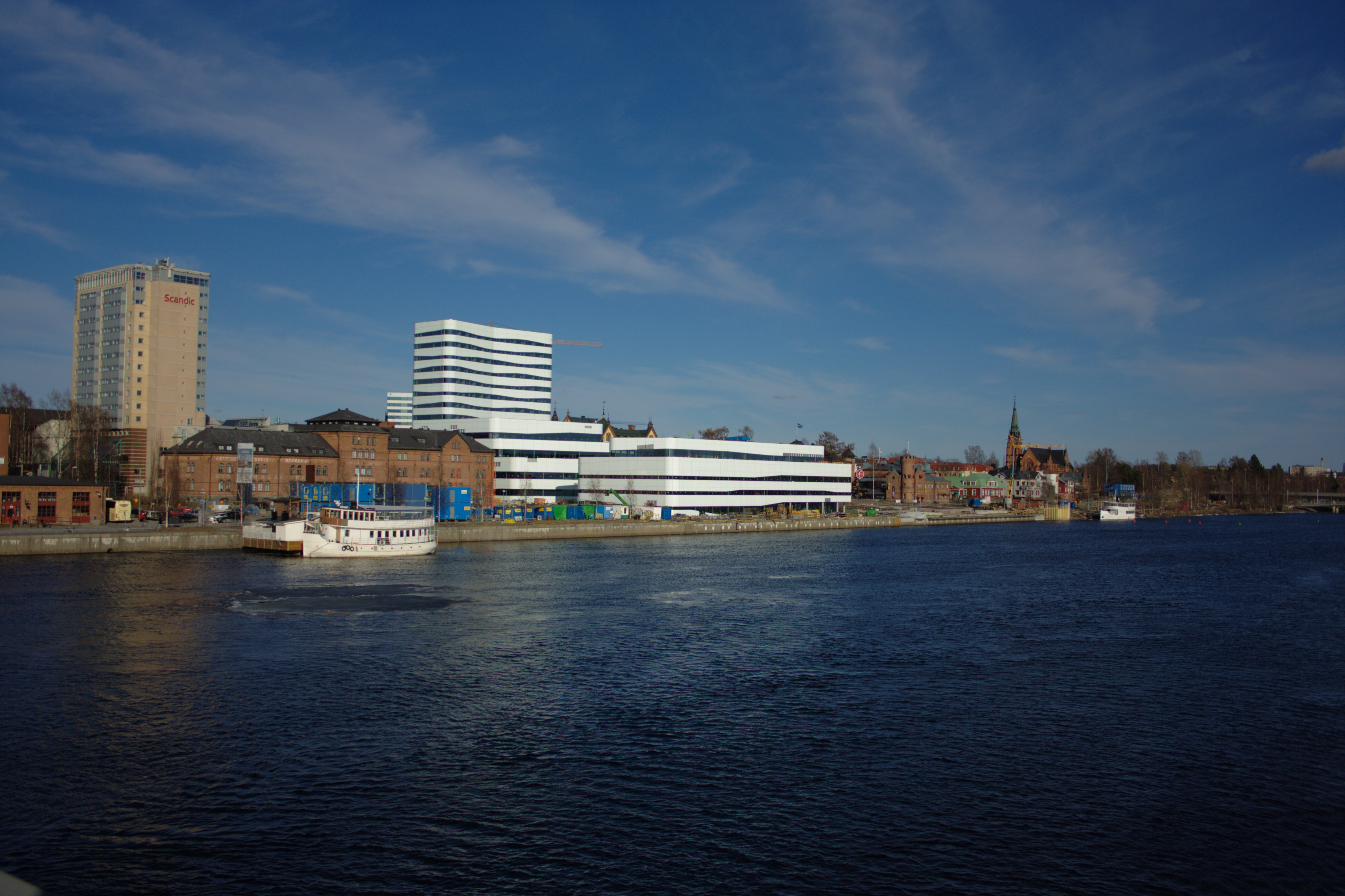
Väven (2014)

Från 2011 gav kulturnämnden i Umeå föreningen Folkets Bio i uppdrag att arrangera den årliga filmfestivalen MOVE. Från 2014 har festivalen genomförts under namnet Umeå europeiska filmfestival i kulturhuset Väven, där Folkets Bio fått nya lokaler.

## Produktion
Sedan 1995 har Film i Västerbotten, ett regionalt resurscentrum för film och rörlig bild med huvudkontor i Umeå, bidragit med utbildning och ekonomiskt stöd till filmare i länet. År 2022 hade drygt hundratalet kortare och längre filmer tagit del av stöd, ofta i form av samproduktion med lokala filmbolag.

### Dokumentärfilm
De första rörliga bilderna – från travtävlingar – i Umeå filmades redan 1910 och visades snart på Bror Abellis biograf Thalia. Från hösten 1910 visades även film från Barnens Dags-firandet, som Abelli stött såväl ekonomiskt som i rollen som "BD-pappa".
Strax efter andra världskriget började fotografen och filmaren Rickard Tegström (1909–1981) dokumentera Västerbotten från havsbandet – Med lots till Malören (1945), Säljägare (1945) –  till fjällvärlden – Samernas slöjd (1950) och Rajd (1953). Han stod också för foto i filmen Guldbröderna: en film om Bertil, Knut och Gunnar Nordahl (1949).
En annan pionjär för dokumentärfilm var etnologen, fotografen och författaren Sune Jonsson (1930–2009). Serien Ett småbrukarår i lappmarken (1971), Ett småbrukarår: Våren (1972) och Ett småbrukarår (1972) följdes av Ett fiskarår (1975) och väckte bred uppmärksamhet. År 2002 överlät Sune Jonsson hela sitt arkiv till Västerbottens museum i Umeå, som 2014 kunde öppna Sune Jonsson Centrum för dokumentärfotografi.
Tjugo år senare var det dags för TV-fotografen Runar Enberg. Den timslånga Skären som var världen – filmen om Kempes Norrbyskär – hade biografpremiär 1994, och fem år senare kom Enbergs första långfilm, dokumentären Dagar vid älven, som följer Vindelälvens lopp från Ammarnäs till Umeå.
Några år senare belönades Jens Jonssons Reparation (2001) med en silverbjörn vid filmfestivalen i Berlin. Året därpå prisades även kortfilmerna Gömd i tiden, Bror min och K-G i nöd och lust, och senare har filmer som Utvecklingssamtal och Fragile guldbaggenominerats. Jonsson långfilmsdebuterade 2008 med Ping-pongkingen, som fick juryns stora pris vid Sundance-festivalen. Jonsson har även regisserat den tredje filmen i Snabba Cash-trilogin, Snabba Cash – Livet deluxe.
År 2005 spelade Refusedgitarristen Kristofer Steen in dokumentären Refused Are Fucking Dead.
År 2015 premiärvisades dokumentärfilmen Drottninglandet, av journalisten Lars Berge och fotografen Elin Berge, som handlar om småbönder i Västerbottens glesbygd som hankar sig fram med hjälp av fruar från Thailand och deras gästarbetande släktingar.

### Radio
I januari 1924 fanns 13 radioapparater i Umeå och åtta i Holmsund, två månader senare det dubbla. Radioförsäljningen var ett återkommande ämne som det rapporterades om i lokalpressen eftersom en konselj beviljade mottagarlicensen för varje ny ägare av en radio. Umeå radioklubb bildades i oktober 1924 och  lämnade kort därefter in en ansökan om att en statlig station skulle byggas i Umeå. Detta nekades – istället tilläts de bygga en station i egen regi. Den nya stationen invigdes två år senare, men tvingades stänga år 1935.
Under 1940-talet växte ett missnöjet mot att för lite av innehållet i riksradion var relaterat till Norrland och kraven på en egen radiostation växte, i synnerhet i Umeå. Även om allt fler program i riksradion återspeglade Norrland, växter kraven på en lokal radiostation. Först 1961 fick Västerbotten en egen radiostation med Umeå som huvudort. 
Från mitten av 1960-talet blev journalisten Fredrik Burgman rikskänd för sina kåserier från "Himmelska fridens torg" i Holmsund. Och han sommarpratade hela tio gånger under perioden 1966–1985.

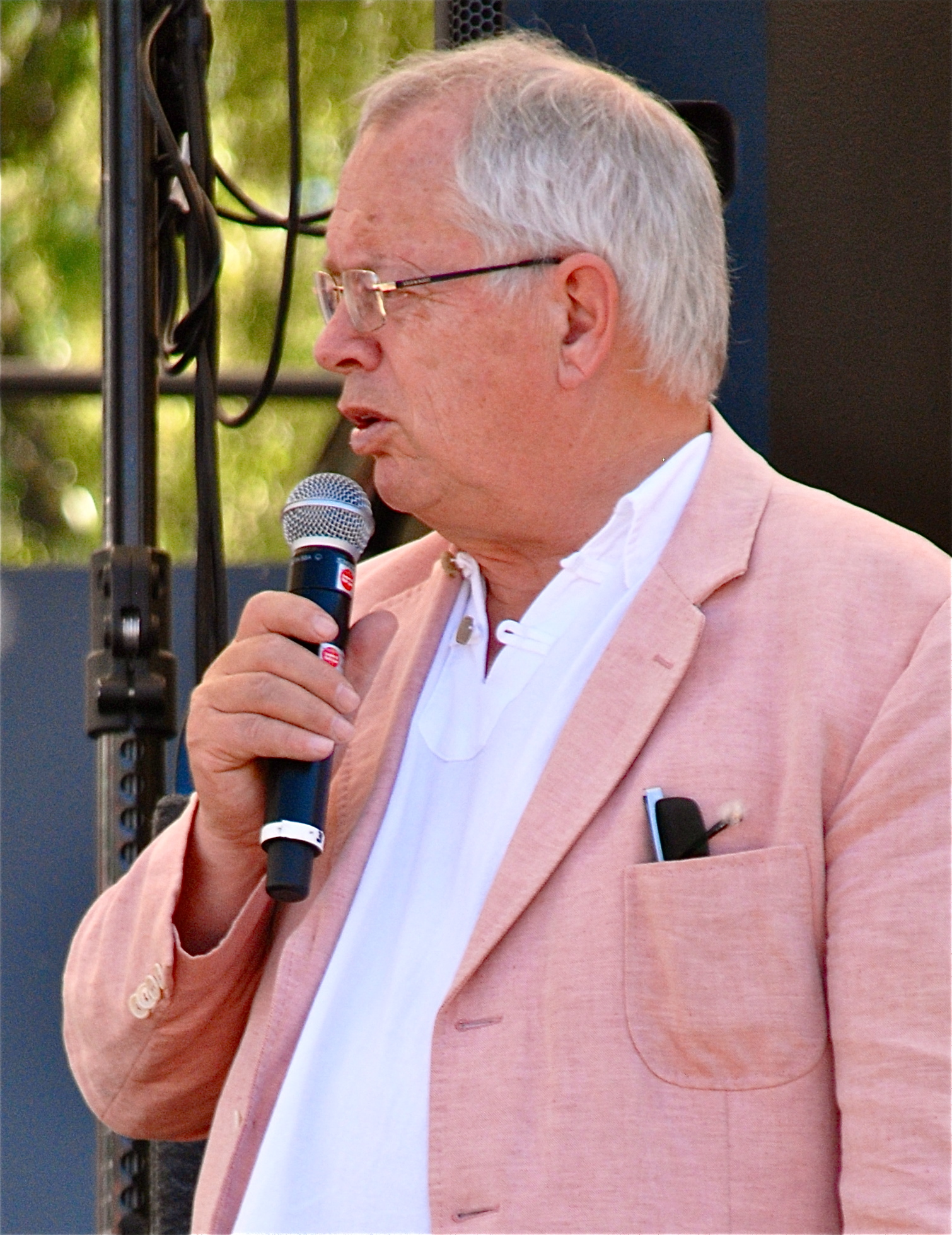
Staffan Ling iKungsträdgården, 2011.

Våren 1969 lyckades den lokale radio- och TV-chefen Åke Söderlind locka radioprogrammet Torsdag med ungdomsredaktionen till Umeå, som sände ett 75 minuters program varje vecka – ofta med levande musik av något Umeå-band. Söderlind värvade den unge teaterentusiasten Staffan Ling och journalisterna Jeanette Gentele och Leif Stenberg till programmet, vars avslutande kvart, Tvärs, av många uppfattades som "vänstervridet" och drog på sig otaliga anmälningar till radionämnden, men under sin treåriga existens bara fälldes en gång.
År 1981 startade radiojournalisten Isa Edholm det uttalat feministiska programmet Radio Ellen, vars redaktion enbart bestod av kvinnor – bland dem Katarina Mazetti, Inga Rexed och Karin Nordberg. För detta fick Edholm 1992 Stora journalistpriset. Programmet lades ned 1995.
År 1993 auktionerades radiofrekvenser ut till högstbjudande, vilket ledde till en kraftig expansion av antalet stationer och en stor variation i utbudet, där religiösa kanaler samsades med statliga och kommersiellt stationer på de olika frekvenserna. Flera av stationerna har sänt från Umeå, bland andra NRJ och Pop och Rock.
P1-serien Släktband sändes första gången 2004 och sedan dess har programledaren Gunilla Nordlund och reportern Elisabeth Renström producerat fler än tvåhundra program i serien.
Humorprogrammet Mammas nya kille – som leds av Bengt Strömbro och har Klungan-medlemmarna Sven Björklund och Olof Wretling i redaktionen – började sändas i P3 2005 och har sedan dess återkommit med oregelbundna mellanrum fram till 2018.
År 2016 slutade kommunfullmäktige – efter 35 år – att direktsända sina sammanträden i lokalradion, P4 Västerbotten.
Från 2018 har P3 Umeå i samarbete med Tredje Statsmakten media AB producerat podden P3 Dystopia, med Viktor Hariz som programledare – något som 2022 renderade Hariz bokförlaget Natur & Kulturs populärvetenskapliga pris.

### Spelfilm
Trots stort intresse för att se på film har produktionen i Umeå varit måttlig. Den (förmodligen) första långfilm som spelades in i Umeå är Jonas Åbergs Fallet Cash (1976), en samproduktion mellan Filmcentrum Norr och Grotteatern, med enbart Umeåbor både bakom och framför kameran.
En tidig långfilm med Umeåkoppling är G – som i Gemutredningen (1984), producerad av Sveriges Television, regisserad av Jonas Frick och med Staffan Ling i en av huvudrollerna.
Några år senare belönades Umeåfödde regissören Åke Sandgren, som utbildat sig vid Den Danske Filmskole i Köpenhamn, med tre guldbaggar för Miraklet i Valby (1990): för bästa film, bästa regi och bästa manus – den sistnämnda tillsammans med filmstudiokamraten Stig Larsson
En guldbagge (2016) fick även David Sandberg för den 1980-talsinspirerade och Kickstarterfinansierade actionkomedikortfilmen Kung Fury (2015), som fick sin premiär på det årets filmfestival i Cannes och gav honom möjlighet att bygga ut filmen till en långfilm.

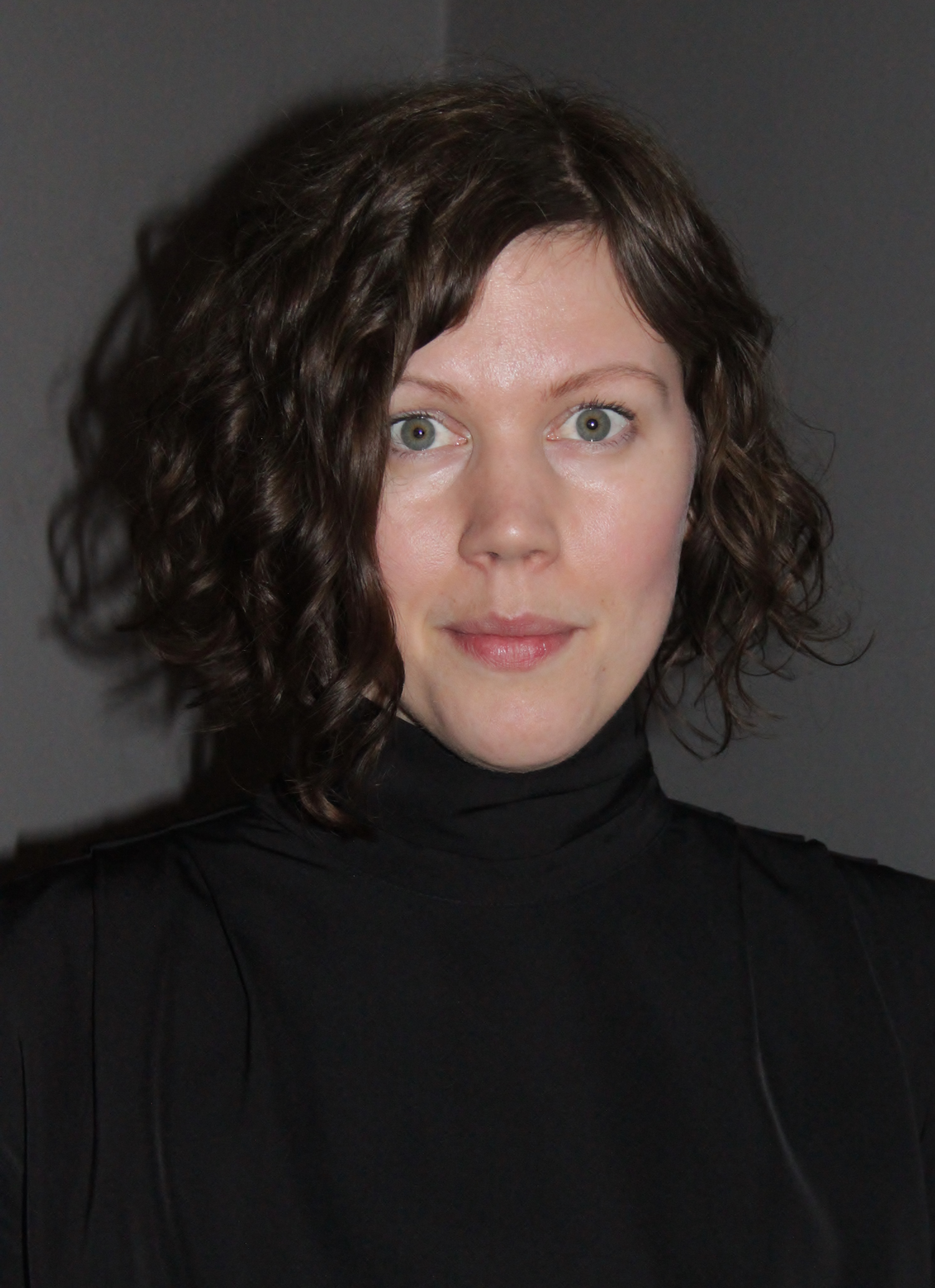
Amanda Kernell.

År 2015 premiärvisades kortfilmen Stoerre Vaerie (Norra Storfjället), delproducerad av Umeåbaserade Bautafilm och regisserad av Umeåfödda Amanda Kernell, som därefter fick möjlighet att utvidga filmen till långfilmen Sameblod (2016), som premiärvisades på Filmfestivalen i Venedig 2016, där hon vann pris i kategorin Bästa unga regissör, samt för Bästa europeiska film. På guldbaggegalan 2018 vann filmen Guldbaggens publikpris. Dessutom fick huvudrollsinnehavaren Lene Cecilia Sparrok priset för bästa kvinnliga huvudroll, Amanda Kernell för bästa manus och fotografen Anders Skov för bästa klipp.
Vid Guldbaggegalan 2021 följde Kernell upp med priset för Bästa regi för långfilmen Charter, som också gav Ane Dahl Torp en bagge för bästa kvinnliga huvudroll.
Mest uppmärksammad på senare är ändå maskören Love Larson, som tillsammans med hustrun Eva von Bahr blivit Oscars-nominerad för bästa mask och smink för filmerna Hundraåringen som klev ut genom fönstret och försvann (2013), En man som heter Ove (Guldbagge 2015) och Dune (2021).

### TV-produktion
Det första TV-programmet som producerades i Umeå – ett 15 minuter långt reportage om utflyttningen från Norrland betitlat Vad ska hända med Jörn? – sändes 1964.
Från början 1970-talet började Umeådistriktet och då främst den nyanställde programledaren Staffan Ling producera barn- och underhållningsprogram. Först ut var barnprogrammet Sant och sånt som sändes i omgångar från 1972 till 1987 med Ling och  revyskådespelaren Bengt Andersson i centrum.
Duon Staffan och Bengt återkom senare i jullovsmorgonprogrammet Julkul med Staffan & Bengt och 1984 och 1988 års julkalendrar; Julstrul med Staffan & Bengt respektive Liv i luckan med julkalendern – den sistnämnda en uppföljare till Skrivklådan där Ling och Andersson tillsammans med bland andra Sissela Kyle och Bert-Åke Varg dramatiserade historier som skrivits av barn.
Åren 1983–1994 var Ling programledare för frågesportprogrammet Femettan.
Mest känt under senare är nog konsumentmagasinet Plus, som från starten 1987 till 2010 leddes av Sverker Olofsson. Programmet Go’kväll (1997–2025) har sedan 2008 sänts från SVT Umeå.
Sommaren 2010 visades humorgruppen Klungans TV-serie Ingen bor i skogen i SVT.